# Hélène Legrais
Hélène Legrais est une femme de lettres et journaliste française née à Perpignan le 21 mai 1961 .

## Biographie

### Enfance et formation
Hélène Legrais naît à Perpignan le 21 mai 1961 dans le vieux quartier St Jacques,. Elle est bretonne par son père et catalane par sa mère.
Elle obtient un diplôme en histoire puis réalise ses études de journalisme à Lille. Elle fait partie de la 58ème promotion de l’École Supérieure de Journalisme de la ville dont elle sort major en 1984,.  

### Carrière

#### Journalisme
Une fois son diplôme obtenu, Hélène Legrais intègre immédiatement la rédaction sportive de France Inter. Elle passe ensuite par Europe 1 pendant quatorze ans où elle occupe divers postes, du service des sports à la coordination de l’info en passant par le premier site multimédia d’information en continu « Europe Info ». Elle quitte Europe 1 en 2000 pour retourner en Catalogne,.  
Elle est aujourd'hui chroniqueuse à France Bleu Roussillon,,. Chaque jour (sauf le week-end), elle y explore pendant deux minutes les archives des Pyrénées-Orientales. 

#### Littérature
Son premier roman, La Damoiselle d’Aguilar, sort en 1996. La suite, La chamane aux yeux bleus, sort deux ans et demi plus tard.
En 2000, après une première carrière journalistique, Hélène Legrais décide de retourner dans sa Catalogne natale pour se consacrer à l'écriture,.
Son vingtième roman, Nous étions trois, sorti en 2020, est inspiré par son expérience journalistique et les difficultés d'être une femme dans ce milieu,,. Mais la plupart de ses romans se passent dans le pays catalan dont elle raconte des histoires parfois tombées dans l’oubli et dont elle défend l'identité,. 
Elle est récompensée par le prix Méditerranée Roussillon 2012 pour Les Héros perdus de Gabrielle. En 2023, elle reçoit des mains du président des éditions Calmann-Lévy les insignes de Chevalière dans l’Ordre des Arts et Lettres. Son roman, La ballade d’Amélie, publié chez Calmann-Lévy, fait partie de la première sélection du Prix des Romancières 2024. Il évoque le burn-out.
Parallèlement, elle anime des ateliers d’écriture, intervient en milieu scolaire et donne des conférences sur son métier d'écrivaine et sur la Catalogne. 

#### Enseignement
Elle est également enseignante puisque, depuis sa création, elle collabore au Diplôme Universitaire de Photojournalisme dispensé par l'Université de Perpignan.

## Œuvres
- La Damoiselle d’Aguilar[10], Paris, Éditions Pygmalion, coll. « Les dames du lac », 1996, 331 p.  (ISBN 2-85704-490-9)
- La Chamane aux yeux bleus[10], Paris, Éditions Pygmalion, coll. « Les dames du lac », 1999, 359 p.  (ISBN 2-85704-566-2)
- Le Destin des jumeaux Fabrègues, Paris, Presses de la Cité, coll. « Romans Terres de France », 2004, 362 p.  (ISBN 2-258-05530-X)
- La Transbordeuse d’oranges, Paris, Presses de la Cité, coll. « Romans Terres de France », 2005, 284 p.  (ISBN 2-258-06429-5)
- Les Herbes de la Saint-Jean, Paris, Presses de la Cité, coll. « Romans Terres de France », 2006, 291 p.  (ISBN 2-258-06827-4) - rééd. 2013
- Les Enfants d’Élisabeth, Paris, Presses de la Cité, coll. « Romans Terres de France », 2007, 268 p.  (ISBN 978-2-258-07169-8)[17]
- Les Deux Vies d’Anna, Paris, Presses de la Cité, coll. « Romans Terres de France », 2008, 326 p.  (ISBN 978-2-258-07491-0)
- Les Ombres du pays de la Mée, Paris, Presses de la Cité, coll. « Romans Terres de France », 2008, 326 p.  (ISBN 978-2-258-07885-7)
- La Croix des outrages, Paris, Presses de la Cité, coll. « Polars de France », 2009, 287 p.  (ISBN 978-2-258-07904-5)
- Rues de Perpignan : histoires insolites, Perpignan, France, Cap Béar Éditeur, 2009, 275 p.  (ISBN 978-2-35066-086-8)
- L’Ermitage du soleil, Paris, Éditions Calmann-Lévy, coll. « France de toujours et d'aujourd'hui », 2010, 267 p.  (ISBN 978-2-7021-4100-7)
- Les Héros perdus de Gabrielle, Paris, Éditions Calmann-Lévy, coll. « France de toujours et d'aujourd'hui », 2011, 315 p.  (ISBN 978-2-7021-4191-5)
- Les Ailes de la tramontane, Paris, Éditions Calmann-Lévy, coll. « France de toujours et d'aujourd'hui », 2012, 255 p.  (ISBN 978-2-7021-4325-4)
- La Guerre des cousins Buscail, Paris, Éditions Calmann-Lévy, coll. « France de toujours et d'aujourd'hui », 2013, 299 p.  (ISBN 978-2-7021-4407-7)
- Les montagnes chantaient la liberté, Paris, Éditions Calmann-Lévy, coll. « France de toujours et d'aujourd'hui », 2014, 320 p.  (ISBN 978-2-7021-5392-5)
- Ceux du château, ceux du moulin, Paris, Éditions Calmann-Lévy, coll. « France de toujours et d'aujourd'hui », 2015, 250 p.  (ISBN 978-2-7021-5634-6)
- Trois gouttes de sang grenat[18], Paris, Éditions Calmann-Lévy, coll. « France de toujours et d'aujourd'hui », 2016, 270 p.  (ISBN 978-2-7021-5892-0). Portrait de l'auteure à l'occasion de son ouvrage Trois gouttes de sans grenat[3].
- Les Anges de Beau-Rivage[19], Paris, Éditions Calmann-Lévy, coll. « France de toujours et d'aujourd'hui », 2017, 374 p.  (ISBN 978-2-7021-6084-8). La Tribune de Genève consacre une pleine page à ce roman[20].
- Le Bal des poupées, Paris[21], Éditions Calmann-Lévy, coll. « France de toujours et d'aujourd'hui », 2018, 352 p.  (ISBN 978-2-7021-6357-3).
- Le Front de l’azur, Paris[22], Éditions Calmann-Lévy, collection « Territoires », 2019, 355 p.  (ISBN 978-2-7021-6640-6)
- Nous étions trois[11], Éditions Calmann-Lévy, collection « Territoires », 2020, 380 p.  (ISBN 9782702180044)
- Le cabanon à l'étoile[23], Éditions Calmann-Lévy, collection « Territoires », 2021, 336 p.  (ISBN 9782702182918)
- L' Alchimiste de Sant Vicens[24], Éditions Calmann-Lévy, 2022, 432 p.  (ISBN 9782702185193)
- La ballade d’Amélie[25], Éditions Calmann-Lévy, 2023 (ISBN 9782702188521)